# Peñarroya de Tastavins
Peñarroya de Tastavins é um município da Espanha na província de Teruel, comunidade autónoma de Aragão. Tem 83,3 km² de área e em 2021 tinha 450 habitantes (densidade: 5,4 hab./km²).

## Demografia
| Variação demográfica do município entre 1991 e 2004 | Variação demográfica do município entre 1991 e 2004 | Variação demográfica do município entre 1991 e 2004 | Variação demográfica do município entre 1991 e 2004 |
| --------------------------------------------------- | --------------------------------------------------- | --------------------------------------------------- | --------------------------------------------------- |
| 1991                                                | 1996                                                | 2001                                                | 2004                                                |
| 591                                                 | 552                                                 | 539                                                 | 527                                                 |

## Património
- Centro de Interpretação do Porco - Criado em 1999, está instalado nos antigos estábulos do Santuário La Font. Este centro dá a conhecer as tradições associadas aos produtos suínos.